# Minori Chihara 10th Anniversary Live 〜SANCTUARY〜
『Minori Chihara 10th Anniversary Live 〜SANCTUARY〜』（ミノリ チハラ テンス アニバーサリー ライブ サンクチュアリィ）は、2014年11月18日に日本武道館で開催された茅原実里のコンサート。

## 概要
茅原の声優デビュー10周年記念ライブとして、2014年5月16日に行われた「茅原実里 重大発表会見」で開催を発表。誕生日当日のライブは、2012年「MINORI CHIHARA BIRTHDAY LIVE 2012」以来2年ぶり。5月19日にプローモーション用の撮影を日本武道館で行った。
茅原はランティスでの歌手活動再開後の目標として日本武道館でコンサートをすることを掲げており、2010年5月30日に『Minori Chihara Live Tour 2010 〜Sing All Love〜』の追加公演で日本武道館公演を行った。10周年記念ライブの計画の際に、再度武道館のステージに立ちたいという茅原の想いがあったことで本公演が実現した。
当初は土曜日、日曜日での公演計画を立てていたが、日本武道館のスケジュール事情により開催日がなかなか決まらず、武道館での公演を諦めかけており、日本武道館以外の会場での開催も検討していた。しかし、茅原の誕生日に日本武道館のスケジュールが空いている事が判明した為、平日の11月18日に開催が決定した。

## 構成
ベストアルバム『SANCTUARY 〜Minori Chihara Best Album〜』を引っ提げてのベストライブである事、日本武道館公演での限られた時間内に収めることによりセットリストの選曲は難航した。セットリストは茅原のライブでの定番曲で構成。オープニングムービー、リフターでの映像との連動演出といった茅原のコンサートでは初の映像を使った演出を採用した。
「Dream Wonder Formation」はオープニング映像からの流れがはまった事により採用された。オープニング衣装は武道館公演である為、和風を取り入れたもの。「FOOL THE WORLD」ではPVでも使用したことから扇子を使った演出を行う。舞台セットのテーマは「サンクチュアリィ」。「Cynthia」は元々コンサートで行った簡単な振り付けを元に、CMDとパフォーマンスを行う新たな振り付けが作られた。
「純白サンクチュアリィ」は、パズルの映像をバックに流しながら歌唱。映像でのパズルのピースには茅原がこれまでのコンサートで「純白サンクチュアリィ」を歌唱している姿を映し、曲と共に歩んできた歴史を表現。
「Joyful Flower」の演奏前に茅原へのバースデーサプライズが行われた。観客一人一人にパネルが配られ、観客席で「MC」、「10」という文字を作り上げ、「ハッピーバースデートゥーユー」を茅原に向けてファンが歌い上げた。これからも茅原の旅は続いていくという意味を込めて「詩人の旅」を最後の曲に選んだ。

## セットリスト
| #   | タイトル                   | 作詞 | 作曲・編曲 |
| --- | -------------------------- | ---- | ---------- |
| 1.  | 「Dream Wonder Formation」 |      |            |
| 2.  | 「FOOL THE WORLD」         |      |            |
| 3.  | 「ZONE//ALONE」            |      |            |
| 4.  | 「Tomorrow's chance」      |      |            |
| 5.  | 「境界の彼方」             |      |            |
| 6.  | 「too late? not late...」  |      |            |
| 7.  | 「Cynthia」                |      |            |
| 8.  | 「SELF PRODUCER」          |      |            |
| 9.  | 「Paradise Lost」          |      |            |
| 10. | 「暁月夜」                 |      |            |
| 11. | 「蒼い孤島」               |      |            |
| 12. | 「向かい風に打たれながら」 |      |            |
| 13. | 「TERMINATED」             |      |            |
| 14. | 「君がくれたあの日」       |      |            |
| 15. | 「Freedom Dreamer」        |      |            |
| 16. | 「純白サンクチュアリィ」   |      |            |
| 17. | 「Contact 13th」(ENCORE)   |      |            |
| 18. | 「一等星」(ENCORE)         |      |            |
| 19. | 「Joyful Flower」(ENCORE)  |      |            |
| 20. | 「詩人の旅」(W-ENCORE)     |      |            |

## Blu-ray Disc・DVD
2015年11月18日発売された茅原の11作目のライブ映像作品。Blu-ray版には特典映像として2014年11月3日にTOKYO MXで放送された茅原実里デビュー10周年記念番組「茅原実里10周年記念番組 〜彼女が見つけたサンクチュアリィ〜」の未公開映像を含む完全版、茅原とスタッフによるミニワイプビデオコメンタリー映像を収録。
2015年8月1日、2日に河口湖ステラシアターで開催された『MINORI CHIHARA LIVE 2015 "SUMMER DREAM3"』で発売が発表された。

### 収録内容
| #   | タイトル                   | 作詞 | 作曲・編曲 |
| --- | -------------------------- | ---- | ---------- |
| 1.  | 「Dream Wonder Formation」 |      |            |
| 2.  | 「FOOL THE WORLD」         |      |            |
| 3.  | 「ZONE//ALONE」            |      |            |
| 4.  | 「Tomorrow's chance」      |      |            |
| 5.  | 「境界の彼方」             |      |            |
| 6.  | 「too late? not late...」  |      |            |
| 7.  | 「Cynthia」                |      |            |
| 8.  | 「SELF PRODUCER」          |      |            |
| 9.  | 「Paradise Lost」          |      |            |
| 10. | 「暁月夜」                 |      |            |
| 11. | 「蒼い孤島」               |      |            |
| 12. | 「向かい風に打たれながら」 |      |            |
| 13. | 「TERMINATED」             |      |            |
| 14. | 「君がくれたあの日」       |      |            |
| 15. | 「Freedom Dreamer」        |      |            |
| 16. | 「純白サンクチュアリィ」   |      |            |

| #  | タイトル                  | 作詞 | 作曲・編曲 |
| -- | ------------------------- | ---- | ---------- |
| 1. | 「Contact 13th」(ENCORE)  |      |            |
| 2. | 「一等星」(ENCORE)        |      |            |
| 3. | 「Joyful Flower」(ENCORE) |      |            |
| 4. | 「詩人の旅」(W-ENCORE)    |      |            |

| #  | タイトル                                                    | 作詞 | 作曲・編曲 |
| -- | ----------------------------------------------------------- | ---- | ---------- |
| 1. | 「ビデオコメンタリー」                                      |      |            |
| 2. | 「10周年記念番組 〜彼女が見つけたサンクチュアリィ〜完全版」 |      |            |

## スタッフ・クレジット
- PERFORMED BY 茅原実里
- BAND MEMBERS
  - Bandmaster & Drum：髭白健
  - Gutar：鍋嶋圭一、山本陽介
  - Bass：坂本尭之
  - Keyboard：藤田淳平（Elements Garden）
  - Violin：室屋光一郎
- DANCERS
  - 青木眸、赤沼秀実、井田彩花、笹部佳那、土屋由紀、松島蘭

### LIVE STAFF
- Stage Director：三上修司（BOATMAN） / 神成敏之（BOATMAN） / 大塚真吾（BOATMAN）
- Stage Designer：大浦祐介（UNITEGRAPHICA）
- Stage Coordinator：竹村芝人（Shimizu Octo）、内田優美（Shimizu Octo）
- Sound House Engineer：横山隆義（UmberTone）
- Sound Monitor Engineer：井上由希（UmberTone）
- Sound Stage Technician：神田友紀（MSI JAPAN）
- Speaker System Engineer：藤井修三（MSI JAPAN） / 笠間信昭（MSI JAPAN）
- Sound Operator Desk：八木直子（UmberTone）
- Manipulator：大串友紀（SLOTH MUSIC） / 池田公洋（SLOTH MUSIC）
- Lighting Designer&Operator：高橋哲也（HIGH BRIDGE）
- Lighting Operator：中里夏美（PC LIGHTS） / 岩元高志（Pittore） / 布村早希子（Pittore）
- Laser：木村邦彦（HOKOCREATIVE）
- Power Supply：木下勝博（voltec）
- Musical Instruments：吉田光範（SOUND CREW） / 吉田怜央（SOUND CREW）
- Musical Instruments Desk：八重樫緑（SOUND CREW）
- Special Effect：山田真二（BLAZE）
- Liquid Crystal Image：民英明（Komaden） / 大嶋良之（Komaden） / 山田新（Komaden）
- Transport：田野智明（SUNPLANT）
- Live Director：石黒宜彦（Grand-Slam） / 須田雅生（Grand-Slam） / 薦田早江（Grand-Slam） / 坂巻香澄（Grand-Slam） / 白石潤（CB-Agent） / クボイケイコ
- Live Director Desk：川添はるか（Grand-Slam） / 神取琴（Grand-Slam） / 阪野歩（Grand-Slam）
- Choreographer：西田一生（Nishida Project） / 尾上陽子（Nishida Project）
- Dancer Management：西田美穂（Nishida Project）
- Stylist：山崎理恵
- Dancer Stylist：北川幸江
- Hair&Make-up：清水恵美子（maroonbrand）
- Merchandise Staff：鈴木和広（REALIZE） / 工藤ユリ子（REALIZE） / 宮副歩美（REALIZE）
- FanClub Staff：黒瀬和太塁（ROM SHARING） / 西原菜美（ROM SHARING）
- Concert Promoter：櫻井直己（HOTSTUFF PROMOTION） / 安部寛世（HOTSTUFF PROMOTION） / 高田和穂（HOTSTUFF PROMOTION）
- Photographer：草刈雅之

### OPENING MOVIE STAFF
- Art Director：大浦祐介（UNITEGRAPHICA）
- Producer：川瀬新一（Kanamedo）
- Director：藤田 "popolo" 宏治（Kanamedo）
- Production Manager：JAMBOi（Kanamedo） / 中裕佑（Kanamedo） / 太田希真知（Kanamedo） / 丸岡智（Kanamedo）
- Director of Photography：対馬ヒロミ
- Lighting Director：西山嘉治
- Stylist：石川香代子（Juice & Juicy）
- Hair&Make-up：清水恵美子（maroonbrand）
- CG Producer：諏訪重浩（AOKI Studio）
- CG Artist：先田吉英（AOKI Studio）
- Sound Designer：谷津樹（IMAGICA）

### Blu-ray & DVD STAFF
- Art Director：大浦祐介（UNITEGRAPHICA）
- Design：佐野夏記（UNITEGRAPHICA）
- Producer：川瀬 "SAM" 新一（Kanamedo）
- Swicher：飯塚 (S) 充洋（Kanamedo）
- Scripter：小山美佳（COLORS）
- Pdoduction Manager：JAMBOi（Kanamedo） / 太田希真知（Kanamedo） / 張一然（Kanamedo）
- Director of Photography：佐久間新二（Gonshiro）
- Technical Director：斎藤英昭（Gonshiro）
- Cameraman：横田一平（Gonshiro） / 近藤周作（Gonshiro） / 船津雅美（Gonshiro） / 中村勇喜（Gonshiro） / 山口真広（Gonshiro） / 島野佳祐（Gonshiro） / 小島直明（Gonshiro） / 関谷翔太（Gonshiro） / 江口健 / 川村真司 / 高田進 / 舟木豊 / 元田晃弘
- Video Engineer：福沢浩（Gonshiro） / 奥祐貴（Gonshiro） / 山内章平（Gonshiro） / 東村康司（Gonshiro） / 中村優太（Gonshiro） / 羽山友加里（Gonshiro） / 小川寛（Gonshiro）
- VTR Operator：寺迫佳一（Gonshiro） / 小鯖莉葉（Gonshiro）
- Camera Assistant：龐羽恬（Gonshiro） / 大橋拓仁（Gonshiro） / 本間宏海（Gonshiro） / 狩野拓也（Gonshiro） / 濱崎真美（Gonshiro） / 荒牧拓也（Gonshiro） / 横道翔伍（Gonshiro） / 金子樹希也（Gonshiro） / 前田和也（Gonshiro） / 鈴木錬治郎（Gonshiro） / 沓沢圭（Gonshiro） / 堤志帆（Gonshiro） / 片岡瑞希（Gonshiro）
- Grip Operator：藤田英夫（SiS） / 中村敏弘（SiS） / 指宿裕英（SiS） / 金子晋太（SiS） / 井出嶺太（SiS） / 谷川直樹（SiS） / 田中淳也（SiS）
- Recording：淺野浩伸（Redefine） / 魚地美紀子（SCI） / 宮下真理子（SCI） / 福山光（SCI） / 内藤優介（SCI）
- Editor：佐川正弘（IMAGICA）
- Audio Sweetening：谷津樹（IMAGICA）

### PRODUCTION STAFF
- Creative Producer：小島冬樹（Lantis）
- Sales Promotion Producer：佐橋計（Lantis）
- Sales Promotion：秋山琢磨（Lantis） / 唐川絢子（Lantis） / 高田みつき（Lantis）
- A&R：高村友紀（Lantis） / 石原尚亮（Lantis） / 細野将也（Lantis） / 庄司夕紀（Lantis）
- Artist Brand Management：瀬野大介（Linkarts）
- Management Assistant：吉田有沙（Linkarts）
- Support Production：M-Peace
- Producer：斎藤滋（Lantis）
- Executive Supervisor：伊藤善之（Lantis）
- Executive Producer：井上俊次（Lantis）
- Special Thanks：日本武道館 / TOKYO FM / ニッポン放送 / 文化放送
- Special Cooperation：animeloLIVE!
- Cooperation：JOYSOUND
- Special Supporters：M-Smile members
- Very Special Thanks：ALL FANS